# Paolo Giacometti (pianist)
Paolo Giacometti is een Nederlands pianist van Italiaanse origine (Milaan, 1970) en was een leerling van Jan Wijn aan het Sweelinck Conservatorium te Amsterdam, waar hij met onderscheiding is afgestudeerd.
Hij verwierf bekendheid door zijn opnames met onder meer de cellist Pieter Wispelwey en hij nam de complete pianowerken van Rossini op, uitgebracht bij Channel Classics Records. 
Paolo Giacometti won vele prijzen op (inter)nationale concoursen. Met zijn opnamen van Schumanns Humoreske, Fantasiestücke en Toccata won hij de prestigieuze onderscheiding BBC Music Magazine’s Benchmark and Performance of Outstanding Quality distinctions. 
Vanaf 2001 geeft hij hoofdvak piano aan de Faculteit Muziek van de Hogeschool voor de Kunsten Utrecht. Sinds september 2010 ook werkzaam op de Robert Schumann Hochschule te Düsseldorf. Giacometti treedt regelmatig op zowel solo als in kamermuziekensembles, waaronder het Hamlet Trio, dat hij met Candida Thompson (viool) en Xenia Jankovic (cello) heeft opgericht. 